# Liste du patrimoine culturel immatériel de l'humanité en Angola
Cet article recense les pratiques inscrites au patrimoine culturel immatériel en Angola.

## Statistiques
L'Angola ratifie la convention pour la sauvegarde du patrimoine culturel immatériel le 27 juillet 2020. La première pratique protégée est inscrite en 2023.
En 2023, l'Angola compte 1 élément inscrit au patrimoine culturel immatériel, sur la liste représentative.

## Listes

### Liste représentative
L'Angola compte un élément inscrit sur la liste représentative du patrimoine culturel immatériel de l'humanité :
| Élément                                                 | Type | Subdivision                   | Année | Lien  | Notes | Illus. |
| ------------------------------------------------------- | --- | ----------------------------- | ----- | ----- | ----- | ------ |
| Sona (en), dessins et figures géométriques sur le sable | traditions et expressions orales arts du spectacle pratiques sociales, rituels et événements festifs connaissances et pratiques concernant la nature et l'univers | Lunda-Nord, Lunda-Sud, Moxico | 2023  | 01994 |       |        |

### Patrimoine immatériel nécessitant une sauvegarde urgente
L'Angola ne compte aucun élément inscrit sur la liste du patrimoine immatériel nécessitant une sauvegarde urgente.

### Registre des meilleures pratiques de sauvegarde
L'Angola ne compte aucune pratique listée au registre des meilleures pratiques de sauvegarde.